# Gaurama
Gaurama é um município do interior do estado brasileiro do Rio Grande do Sul. 

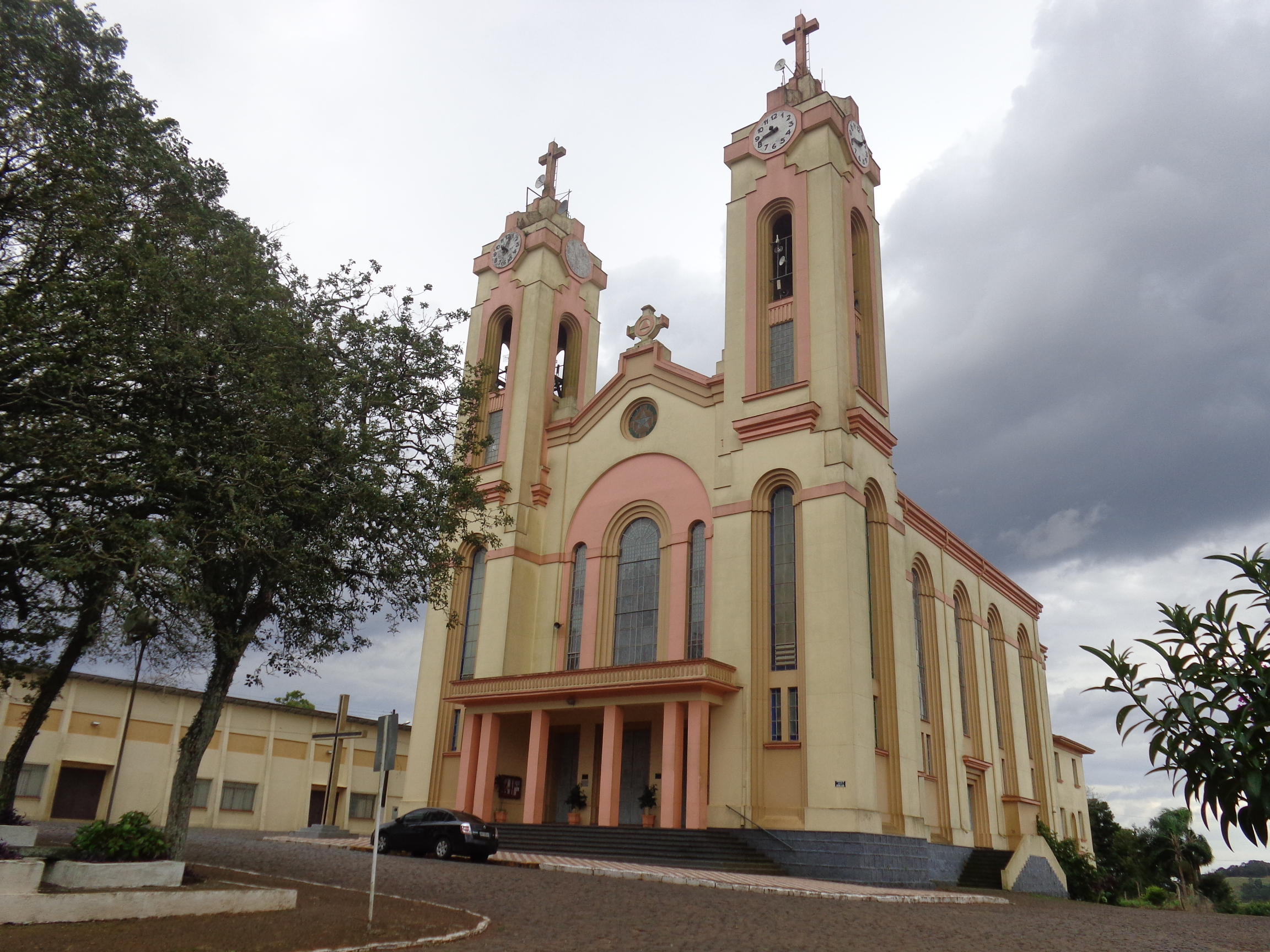
Igreja matriz de Gaurama.

Localiza-se no norte do Estado, na Microrregião de Erechim e Mesorregião do Noroeste Rio-Grandense. Foi criado em 1954 e instalado em 1955, com área total de 204,15 km².

## Subdivisões

### Distritos
| Distrito | População |
| -------- | --------- |
| Baliza   | 1100      |
| Gaurama  | 5400      |